# Руслан и Людмила (опера)
«Руслан и Людмила» — опера Михаила Ивановича Глинки в 5 действиях. Либретто Валериана Ширкова, Константина Бахтурина и Михаила Глинки при участии Н. А. Маркевича, Н. В. Кукольника и М. А. Гедеонова по одноимённой поэме Александра Сергеевича Пушкина с сохранением стихов подлинника.

## История создания
Первую мысль о Руслане и Людмиле подал мне наш известный комик Шаховский… На одном из вечеров Жуковского Пушкин, говоря о поэме своей «Руслан и Людмила», сказал, что он бы многое переделал; я желал узнать от него, какие именно переделки он предполагал сделать, но преждевременная кончина его не допустила меня исполнить это намерение.М. И. Глинка

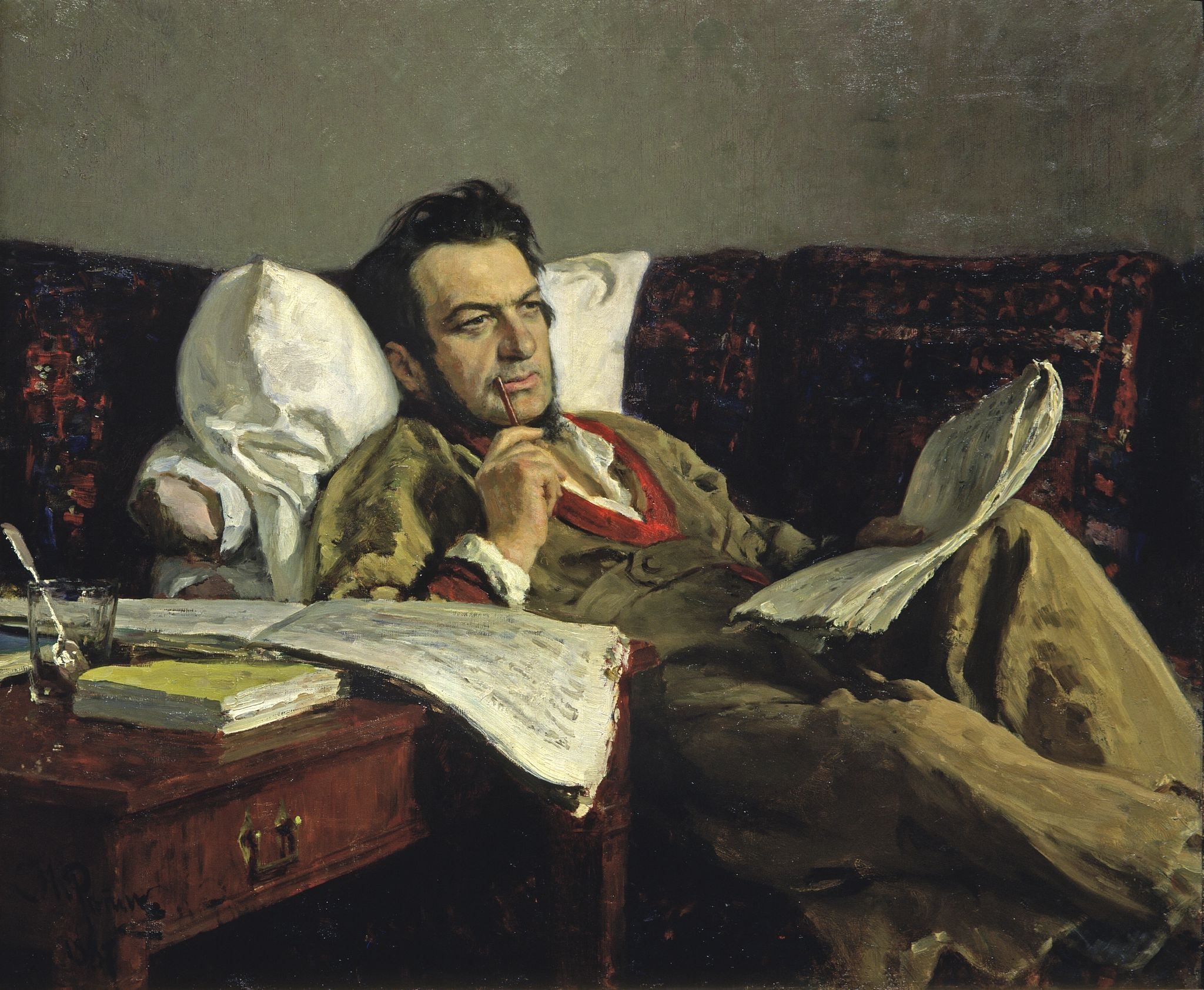
И. Е. Репин. М. И. Глинка за сочинением «Руслана и Людмилы».

Работа над оперой началась в 1837 году и шла в течение пяти лет с перерывами. Глинка приступил к сочинению музыки, не имея готового либретто. Из-за смерти Пушкина он был вынужден обратиться к другим поэтам, в том числе любителям из числа друзей и знакомых — Нестору Кукольнику, Валериану Ширкову, Николаю Маркевичу и другим.
Премьера оперы состоялась 27 ноября 1842 года на сцене Большого театра в Петербурге под управлением дирижёра Альбрехта. Кукольник в своём дневнике записал 28 ноября:

Первое представление прошло вяло, недружно, длинно. Успех слабый; публика видимо скучала— цитата по: Арнольд Ю. К. Воспоминания. — СПб., 1892–1893. — Вып. 2. — С. 249.
В сезоне 1842/1843 годов опера давалась 32 раза и, начиная с четвёртого представления, имела уже огромный успех; большая заслуга в этом была репетитора К. Н. Лядова.

## Действующие лица

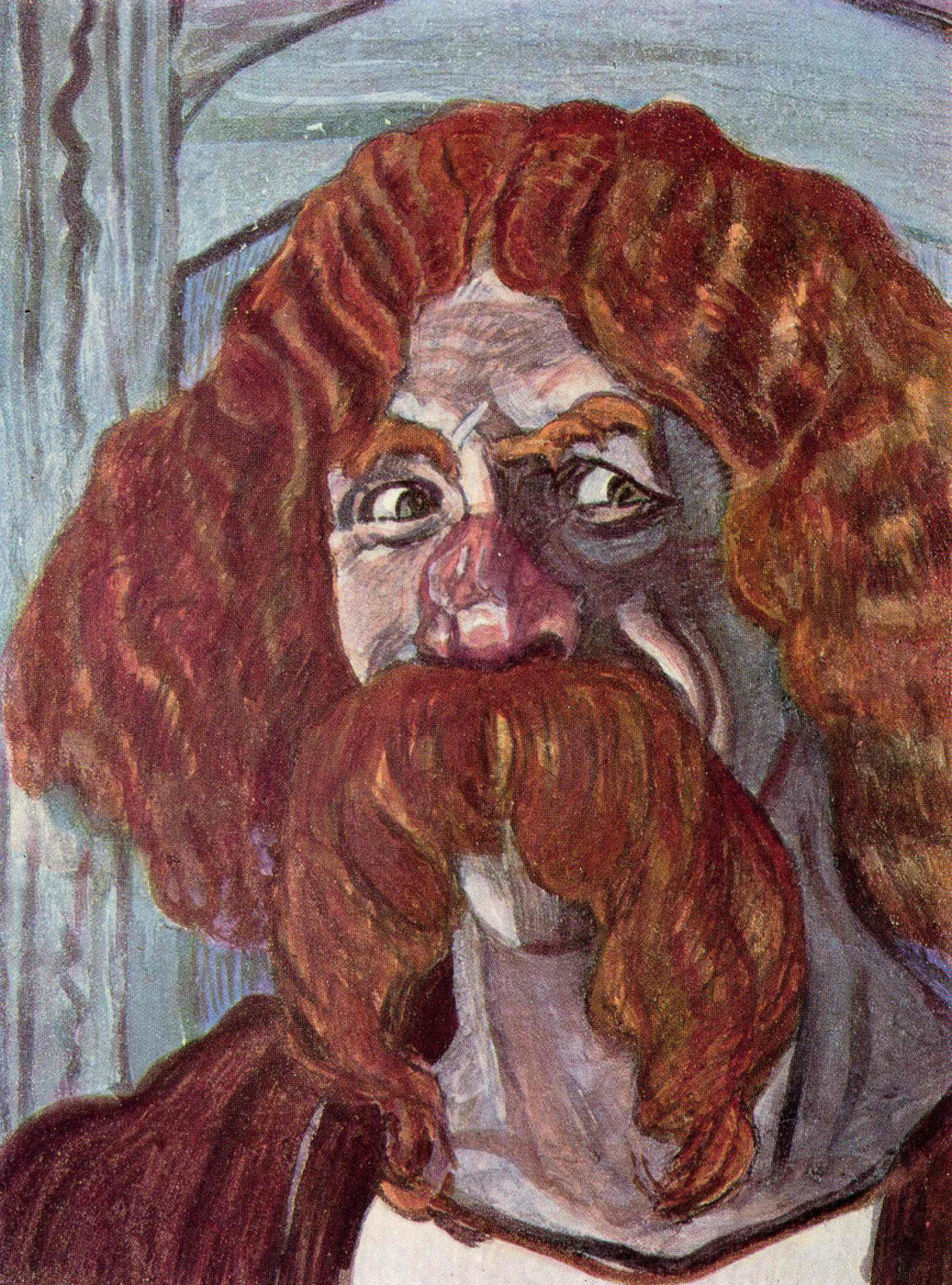
А. Я. Головин. Портрет Шаляпина в роли Фарлафа. (1907 г.)

| Партия | Голос         | Исполнитель на премьере 9 декабря 1842 (Дирижёр: Карл Альбрехт) | Исполнитель на премьере в Москве 1846 (Дирижёр: Иван Иоганнис) |
| --- | ------------- | --------------------------------------------------------------- | -------------------------------------------------------------- |
| Светозар, великий князь киевский | бас           | Сергей Байков                                                   |                                                                |
| Людмила, его дочь | сопрано       | Мария Степанова                                                 | Мария Степанова                                                |
| Руслан, витязь, жених Людмилы | бас / баритон | Осип Петров                                                     | Семён Гулак-Артемовский                                        |
| Ратмир, князь хазарский | контральто    | Петрова 2-я                                                     | Анна Петрова-Воробьёва                                         |
| Фарлаф, витязь варяжский | бас           | Доминик Този                                                    | Осип Петров                                                    |
| Горислава, пленница Ратмира | сопрано       | Эмилия Лилеева                                                  |                                                                |
| Финн, добрый волшебник | тенор         | Лев Леонов                                                      | Лев Леонов                                                     |
| Наина, злая волшебница | меццо-сопрано | Елизавета Марсель                                               |                                                                |
| Баян, сказитель | тенор         | Н. А. Лиханский                                                 |                                                                |
| Голова | хор басов     |                                                                 |                                                                |
| Черномор, карлик, злой волшебник | без пения     |                                                                 |                                                                |
| Хор и без пения: Сыновья Светозара, витязи, бояре и боярыни, сенные девушки, няни и мамки, отроки, гридни, чашники, стольники, дружина и народ; девы волшебного замка, арапы, карлы, рабы Черномора, нимфы и ундины |               |                                                                 |                                                                |

## Содержание
Действие происходит во времена Киевской Руси.

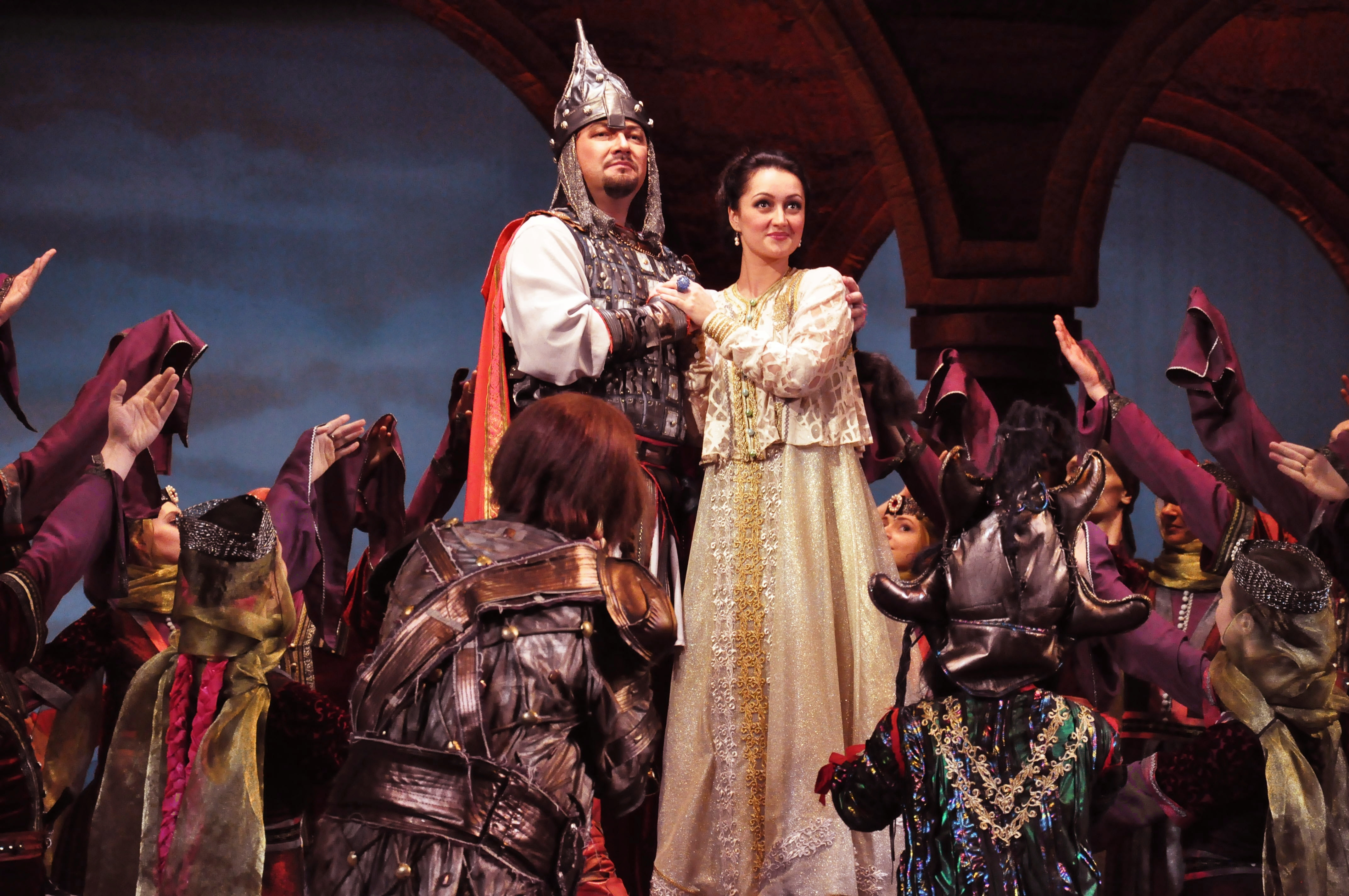
«Руслан и Людмила», постановка 2010

### Действие 1
Светозар, великий князь Киевский, устраивает пир в честь своей дочери Людмилы.
Она подает руку Руслану. Князь одобряет выбор дочери, и пир переходит в свадебное торжество. Баян предрекает в своих песнях беду, грозящую Руслану и Людмиле. Народ желает счастья молодым. Вдруг страшный гром потрясает хоромы. Все засыпают. Когда все приходят в себя, оказывается, что Людмила исчезла. Светозар в отчаянии обещает руку Людмилы тому, кто возвратит исчезнувшую княжну.

### Действие 2
Картина 1. И вот Руслан, Фарлаф и Ратмир отправились искать Людмилу. Руслан находит пещеру волшебника Финна. Здесь молодой витязь узнает, что его невеста находится во власти злого карлика Черномора. Финн рассказывает о своей любви к надменной красавице Наине и о том, как он попытался чарами завоевать её любовь к себе. Но он в страхе бежал от своей возлюбленной, которая к тому времени состарилась и стала ведьмой. Любовь Наины обратилась в великую злобу, и теперь она будет мстить всем влюблённым.
Картина 2. Фарлаф также старается напасть на след Людмилы. Вдруг появляется злая волшебница Наина. Она советует ему идти домой, обещая «добыть» для него Людмилу.

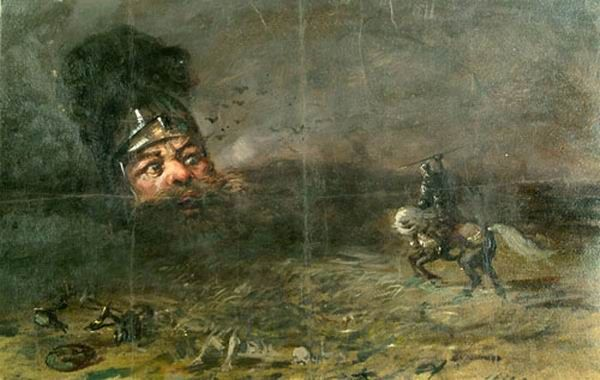
Н. Н. Ге. Руслан и Людмила

Картина 3. Тем временем Руслан уже далеко. Конь приносит его на заколдованное поле, усеянное мёртвыми костями. Огромная голова — жертва Черномора — насмехается над Русланом, и тот наносит ей удар. Появляется волшебный меч, голова умирает, но успевает поведать тайну: только этим мечом можно отсечь бороду Черномора и лишить его колдовской силы.

### Действие 3
Волшебница Наина обещала Фарлафу избавить его от соперников. Её чаровницы заманили к себе Ратмира и не отпускают его, лишая воли, обольщая его песнями, танцами и своей красотой. Здесь звучит «Персидский хор», написанный Глинкой на основе татарских напевов, сообщённых композитору Иваном Айвазовским, во время одной из их многочисленных встреч. Потом Ратмира должна убить Наина. Такая же участь ждет и Руслана. Помешать чарам Наины пытается её пленница Горислава, покинувшая свой гарем в поисках Ратмира. Но появляется Финн и освобождает героев. Они все вместе отправляются на север.

### Действие 4

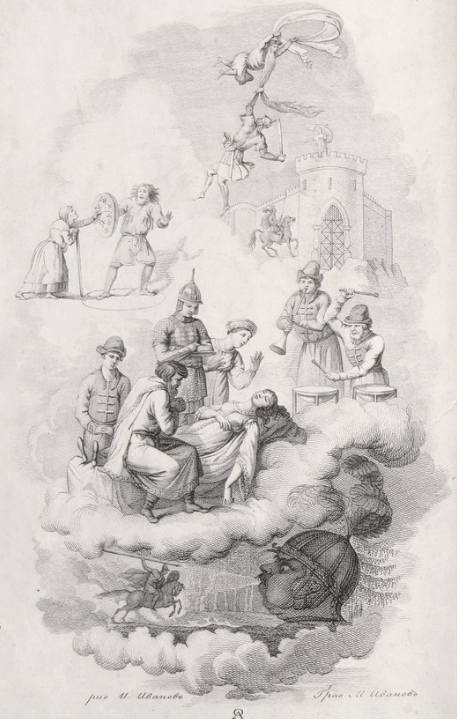
Титульный лист издания поэмы «Руслан и Людмила»

Во дворце злого Черномора волшебные девы развлекают своим пением Людмилу и предлагают ей роскошные угощения. Но всё напрасно! Людмила думает только о своем возлюбленном Руслане. Под звуки марша (известного как марш Черномора) является сам коварный карлик. По его знаку начинаются танцы, но внезапно их прерывает зов трубы: это Руслан приближается ко дворцу и вызывает Черномора на поединок.
Черномор погружает Людмилу в глубокий сон, а затем принимает вызов Руслана на смертный бой. Волшебным мечом Руслан отрезает карлику бороду, в которой содержалось его могущество. Руслан побеждает Черномора и спешит к Людмиле. Руслан видит, что его невеста спит мёртвым сном, невольная ревность охватывает витязя. Но Ратмир и Горислава успокаивают его. Руслан забирает её и, сопровождаемый друзьями и бывшими рабами Черномора, покидает дворец, устремив свой путь на Киев в надежде там разбудить юную княжну.

### Действие 5
Картина 1. Ночь. По пути в Киев Руслан, Ратмир, Горислава и сопровождающие их освобождённые рабы Черномора остановились на ночлег. Их сон стережет Ратмир. Мысли его обращены к Гориславе, он охвачен воскреснувшей любовью к ней. Вбегают рабы Черномора и сообщают Ратмиру, что Фарлаф, подстрекаемый Наиной, похитил спящую Людмилу, а Руслан исчез во тьме ночной. Появившийся Финн приказывает Ратмиру пуститься вслед за Русланом в Киев и вручает ему волшебный перстень, который разбудит Людмилу ото сна.
Картина 2. В гриднице Светозара в Киеве оплакивают прекрасную Людмилу, которую никто не может разбудить. Её принёс похитивший её Фарлаф, но разбудить её он не в силах. Слышен шум приближающихся всадников — это Руслан с друзьями. В ужасе трусливый Фарлаф убегает. Руслан подходит к Людмиле и надевает ей на палец волшебный перстень Финна. Людмила пробуждается. Народ славит великих богов, святую Отчизну и мудрого Финна.

## Отзывы на оперу
Опера не была встречена с восторгом — и виной тому было не само произведение, а публика, оказавшаяся не готовой к восприятию глинковских музыкальных новаторств, ухода от традиционной итальянской и французской оперных школ. Как отмечает А. Гозенпуд, «первое знакомство с шедевром Глинки в 1842 году захватило слушателей врасплох: привычные сценарные схемы наполнились новым содержанием. Музыка старых волшебных опер лишь иллюстрировала смену ситуаций — здесь она приобрела самостоятельное значение».
По заведённому театральному обычаю, сам Глинка готовил постановку со всеми исполнителями, более того, сам композитор отбирал исполнителей. Партия Ратмира изначально предполагалась для певицы А. Я. Петровой-Воробьевой. Однако к самой премьере исполнительница партии заболела, вместо неё на сцену спешно вышла не успевшая подготовиться к партии молодая певица-однофамилица А. Н. Петрова, выступавшая по критериям времени как Петрова 2-я. В результате премьера прошла неудачно, о чём тут же сообщила пресса:
… в 1842 году, в те ноябрьские дни, когда в Петербурге впервые давалась опера «Руслан и Людмила». На премьере и на втором спектакле из-за болезни Анны Яковлевны партию Ратмира исполняла молодая и неопытная ещё певица Петрова — однофамилица её. Пела довольно робко, и во многом поэтому опера была принята холодно.
То же самое свидетельствовал А. Серов, написав про неё:
«… едва справилась с материальным разучиванием нот своей огромной партии и, несмотря на красивейший контральтовый голос, была в Ратмире слаба до жалости, следовательно, чуть ли не половина эффекта оперы в первое представление была утрачена».

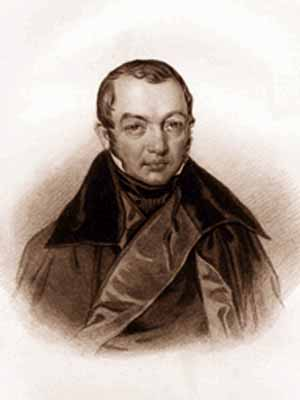
Ф. Булгарин

В. Стасов

Кроме того, что опера была довольно холодно принята публикой, откровенно враждебно высказались о «Руслане и Людмиле» некоторые критики (в первую очередь консервативная печать во главе с Ф. Булгариным). С другой стороны, Глинку поддержали В. Одоевский, О. Сенковский, Ф. Кони.
Отношение к спектаклю резко изменилось к третьему представлению, когда, оправившись после болезни, в партии Ратмира вышла наконец Анна Яковлевна (Руслана пел С. Артемовский). Об этом записал сам композитор:
«На третье представление явилась старшая Петрова, — пишет Глинка в своих „Записках“, — она исполнила сцену третьего действия с таким увлечением, что привела в восторг публику. Раздались звонкие и продолжительные рукоплескания, торжественно вызывали сперва меня, потом Петрову. Эти вызовы продолжались в продолжение 17 представлений…».
Тем не менее, сохранялось мнение о том, что это произведение несценичное. Партитура переделывалась и подвергалась сокращениям, которые нарушали логику музыкального развития. Впоследствии один из защитников «Руслана и Людмилы», В. Стасов, назвал оперу «мученицей нашего времени».
В советском музыковедении, и в частности, Б. Асафьевым, отстаивался взгляд на оперу как на продуманную концепцию композитора, в противовес сложившемуся ранее мнению, что «Руслан» — произведение «случайное».

## История постановок
- Первая постановка — 9 декабря 1842, Большой театр (Санкт-Петербург) (дирижёр К. Ф. Альбрехт, художники Роллер, Журдель, Федоров, балетмейстер А. Титюс; Светозар — Сергей Байков, Людмила — Мария Степанова, Руслан — Осип Петров, Ратмир — Анфиса Николаевна Петрова, Фарлаф — Доминик Този, Горислава — Эмилия Лилеева, Финн — Леон Леонов, Наина — Елизавета Марсель, Боян — Николай Лиханский).
- В 1846 — в Москве, Большой театр, силами петербургских артистов Императорской труппы (дирижёр Иоганнис; Руслан — Гулак-Артемовский, Людмила — Мария Степанова, Ратмир — Анна Петрова-Воробьёва, Фарлаф — Осип Петров, Горислава — Эмилия Лилеева, Финн — Леон Леонов).

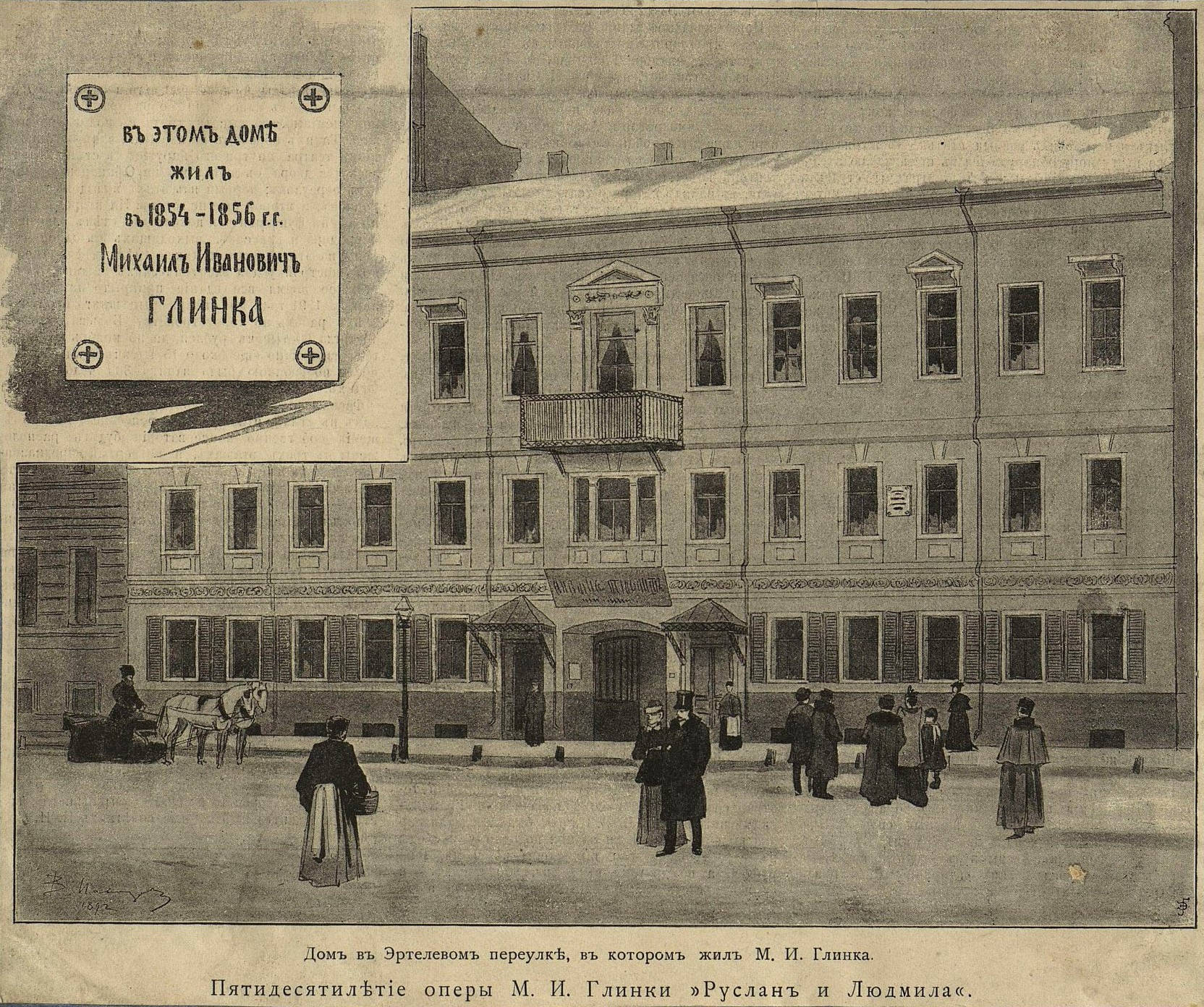
Санкт-Петербург. Дом, в котором жил Глинка в сер.1850-х. Рис. 1892 года (к 50-летию постановки «Руслана и Людмилы»)

Последующие возобновления в Петербурге: 1858, 1864 (дирижёр Константин Лядов), 1868; 1871 (дирижёр Эдуард Направник), 1882, 1886.
- 9 декабря 1892 — Мариинский театр в 50-летнюю годовщину первой постановки с восстановлением некоторых купюр (дирижёр Эдуард Направник, художники Андреев, Матвей Шишков и Каменский, балетмейстер Мариус Петипа). В 1904, там же в восстановленном виде (дирижёр Эдуард Направник, режиссёр Осип Палечек, художники Александр Головин и Константин Коровин, балетмейстер Александр Ширяев).
- Возобновление в Москве 1868, 1872, 1882, 1892, 1897.
- 1902 — в Театре Гаврилы Солодовникова, Частная русская опера (дирижёр Михаил Ипполитов-Иванов).
- 1907 — Большой театр (дирижёр Вацлав Сук, художники Коровин и Александр Головин).

Первые постановки за рубежом: Прага (1867, дирижёр Балакирев, реж. Коларж, декорации Горностаева; 1886; 1956, реж. Захаров, дирижёр Халабала, худ. Свобода); Мюнхен (1899, 1900, концертное исполнение); Любляна (1906); Хельсинки (1907, на рус. яз.); Париж (1930, на рус. яз.); Лондон (1931, на рус. яз.).
На советской сцене:
- впервые — 10 декабря 1917, Мариинский театр (в 75-ю годовщину оперы, первый спектакль после Октябрьской революции; дирижёр Малько, реж. Мельников, художники Головин и Коровин, балетм. Фокин; Руслан — Касторский; Фарлаф — Шаляпин, Финн — Ершов, Боян — Пиотровский; Наина — Панина, Светозар — Преображенский).
- 1931 — Большой театр (дирижёр Голованов, реж. Н. Смолич, худ. Соколов, балетмейстер А. Чекрыгин; Руслан — М. Рейзен, Людмила — Степанова, Ратмир — Златогорова, Финн — Ханаев). 1937 там же (дирижёр Самосуд, режиссёры Самосуд и Захаров, худ. Ходасевич, балетм. Р. В. Захаров). 1948 (дирижёр Мелик-Пашаев, реж. и балетм. Захаров, худ. Дмитриев).
- 1947 — Театр оперы и балета им. Кирова (дирижёр Хайкин, режиссёры Гладковский и Шлепянов, декорации Коровина и Головина, возобновление под рук. худ. Вирсаладзе, хорм. Степанов, балетм. Пономарев).
- 1954 — там же, в нов. муз. редакции (дирижёр Ельцин).
- 1994 — Мариинский театр. Режиссер-постановщик — Лотфи Мансури. В спектакле возобновлены декорации и костюмы Александра Головина и Константина Коровина к постановке 1904 года. Хореография Михаила Фокина (1917).[9]
- 2019 — Астраханский государственный театр Оперы и Балета. Режиссёр-постановщик Георгий Исаакян. Дирижёр-постановщик Валерий Воронин. Либретто Михаила Глинки и Валериана Ширкова по одноимённой поэме Александра Пушкина. Редакция Астраханского государственного театра Оперы и Балета. Премьера состоялась на Соборной площади Астраханского Кремля[10]
- 2021 — Большой театр. Дирижер Владимир Юровский, режиссер и сценарист Дмитрий Черняков.

## Некоторые исполнители

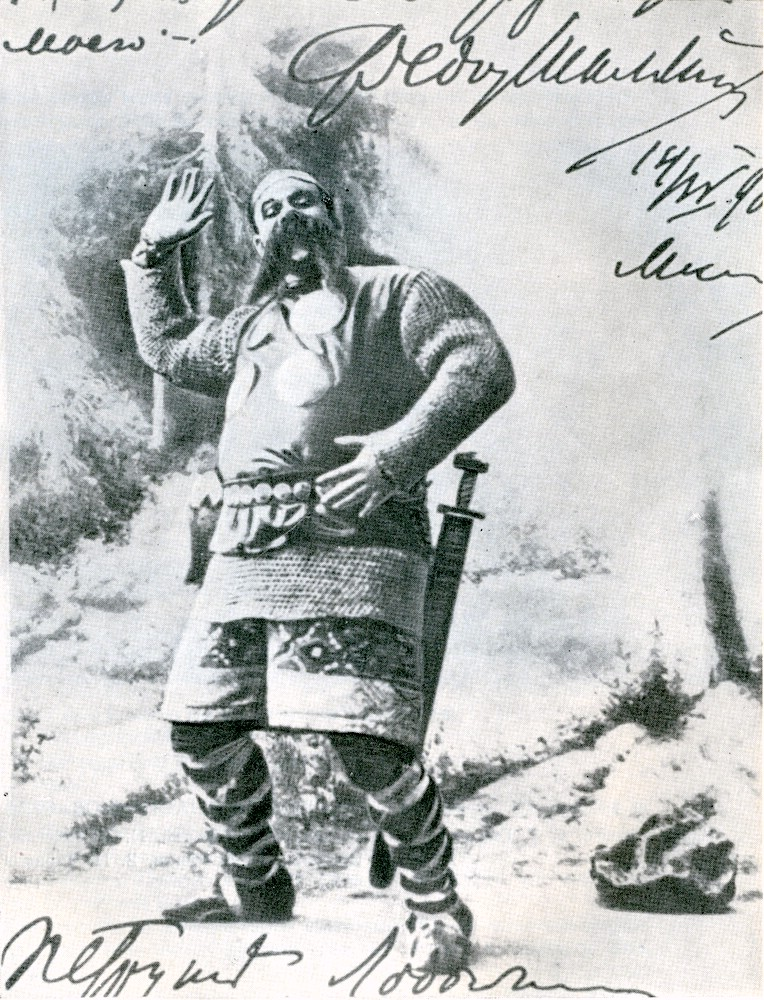
Ф. И. Шаляпин в роли Фарлафа.

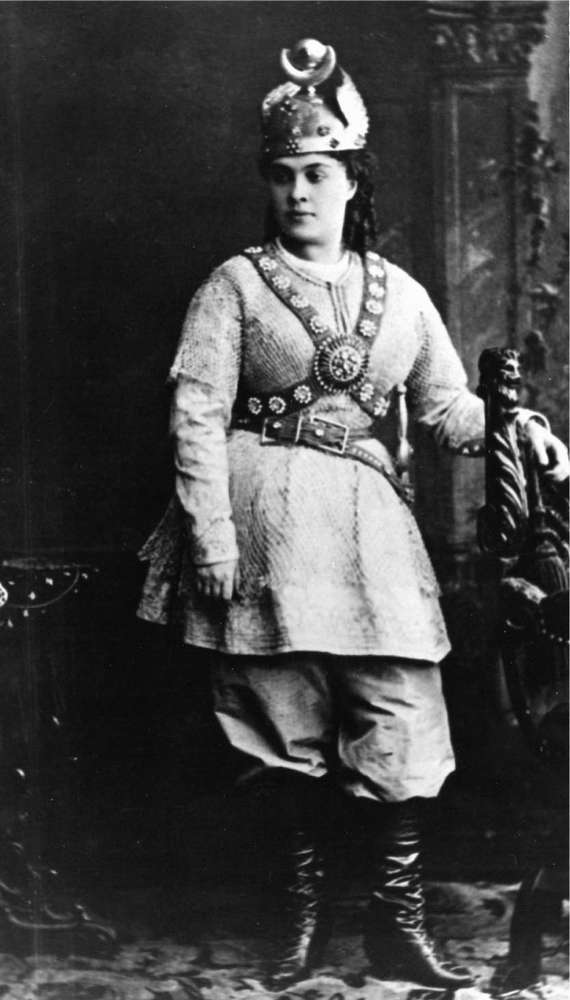
А. П. Крутикова в роли Ратмира.

В партии Руслана прославился Касторский. О его исполнении Э. Старк пишет:

«Давая совершенно достаточную звучность во всех тех местах, где на первый план выступает богатырство Руслана, он [Касторский] с исключительным мастерством освоил ту музыку, что рисует в Руслане размышляющего и любящего человека. Это убедительно звучало ещё в I акте („О, верь любви моей, Людмила“) и разворачивалось в яркую образную картину в арии „О поле, поле…“, где столько было сосредоточенного настроения и глубокого чувства. По законченному постижению стиля музыки можно сказать, что здесь сам Глинка говорил устами Касторского».

Столь же высоко оценил исполнение Касторским партии Руслана Б. Асафьев. Он писал: «Приветствовать и радоваться — вот что остаётся мне сделать в данной заметке… Мастерство пения, в особенности в мелосе Руслана с его могучей выразительностью, приковывает к себе внимание бесповоротно и неотразимо».
Ф. И. Шаляпин исполнял в опере партии Руслана и Фарлафа, и именно во второй роли он, по словам А. Гозенпуда, достиг вершины, превзойдя своих знаменитых предшественников — О. Петрова и Ф. Стравинского.

Дерзость, хвастовство, безудержная наглость, опьянение собственным «мужеством», зависть и злоба, трусость, сластолюбие, вся низость натуры Фарлафа раскрывались Шаляпиным в исполнении рондо без карикатурного преувеличения, без подчеркивания и нажима. Здесь певец достигал вершины вокального исполнительства, с виртуозной легкостью побеждая технические трудности".
Среди других исполнителей:
- Руслан — Осип Петров (1-й исполнитель), Георгий Бакланов, Семён Гулак-Артемовский, Иван Матчинский, Иван Мельников, Геннадий Кондратьев, Василий Петров, Платон Радонежский, Павел Хохлов, Василий Шаронов;
- Людмила — Мария Степанова (1-я исполнительница), Наталья Акцери, Адела Больска, Анисья Булахова, Надежда Забела, Зоя Кочетова, Александра Кочетова-Александрова, Александра Меньшикова, Евгения Мравина, Антонина Нежданова, Юлия Платонова, Вильгельмина Рааб, Екатерина Семенова, Александра Соловьева;
- Ратмир — Петрова 2-я (самая первая исполнительница ввиду болезни премьерши), Анна Петрова-Воробьева (первая исполнительница — с 3-го спектакля из-за болезни), Елизавета Деканова, Мария Долина, Евгения Збруева, Лидия Звягина, Евлалия Кадмина, Александра Крутикова, Елизавета Лавровская, Дарья Леонова, Мария Славина, Клавдия Тугаринова, Ольга Шредер
- Фарлаф — Доминик Този (1-й исполнитель), Матвей Горяинов, Михаил Корякин, Владимир Лосский, Пётр Оленин, Фёдор Стравинский, Николай Сперанский;
- Горислава — Ольга Ольгина, Марианна Черкасская;
- Финн, Боян — Лев Леонов (1-й исполнитель партии Финна), Николай Лиханский (1-й исполнитель партии Бояна), Иван Алчевский, Иван Ершов, Михаил Медведев, Михаил Михайлов, Гавриил Морской (Финн), Раппопорт, Леонид Собинов.
- Наина — Елизавета Марсель (1-я исполнительница)

Среди советских исполнителей:
- Руслан — Павел Андреев, Александр Батурин, Борис Гмыря, Филимон Коридзе, Алексей Кривченя, Евгений Нестеренко, Иван Петров, Григорий Пирогов, Иван Яшугин,
- Людмила — Валерия Барсова, Елена Катульская, Галина Ковалева, Ольга Кондина, Ирина Масленникова, Бэла Руденко, Елена Степанова, Александра Халилеева, Вера Фирсова, Елизавета Чавдар;
- Ратмир — Елизавета Антонова, Евгения Вербицкая, Надежда Мшанская, Тамара Синявская
- Горислава — Маргарита Бутенина, Ксения Держинская, Татьяна Павловская, Нина Покровская, Елена Сливинская, Софья Панова, Евгения Смоленская, Нина Фомина
- Фарлаф — Павел Журавленко, Алексей Кривченя, Василий Лубенцов, Марк Рейзен, Борис Фрейдков;
- Финн, Боян — Александр Архипов, Козловский, Лемешев, Алексей Масленников, Георгий Нэлепп, Владимир Нечаев.
- Светозар — Владимир Гаврюшов, Максим Михайлов
- Наина — Галина Борисова, Рената Бабак, Елена Корнеева

## Аудиозаписи

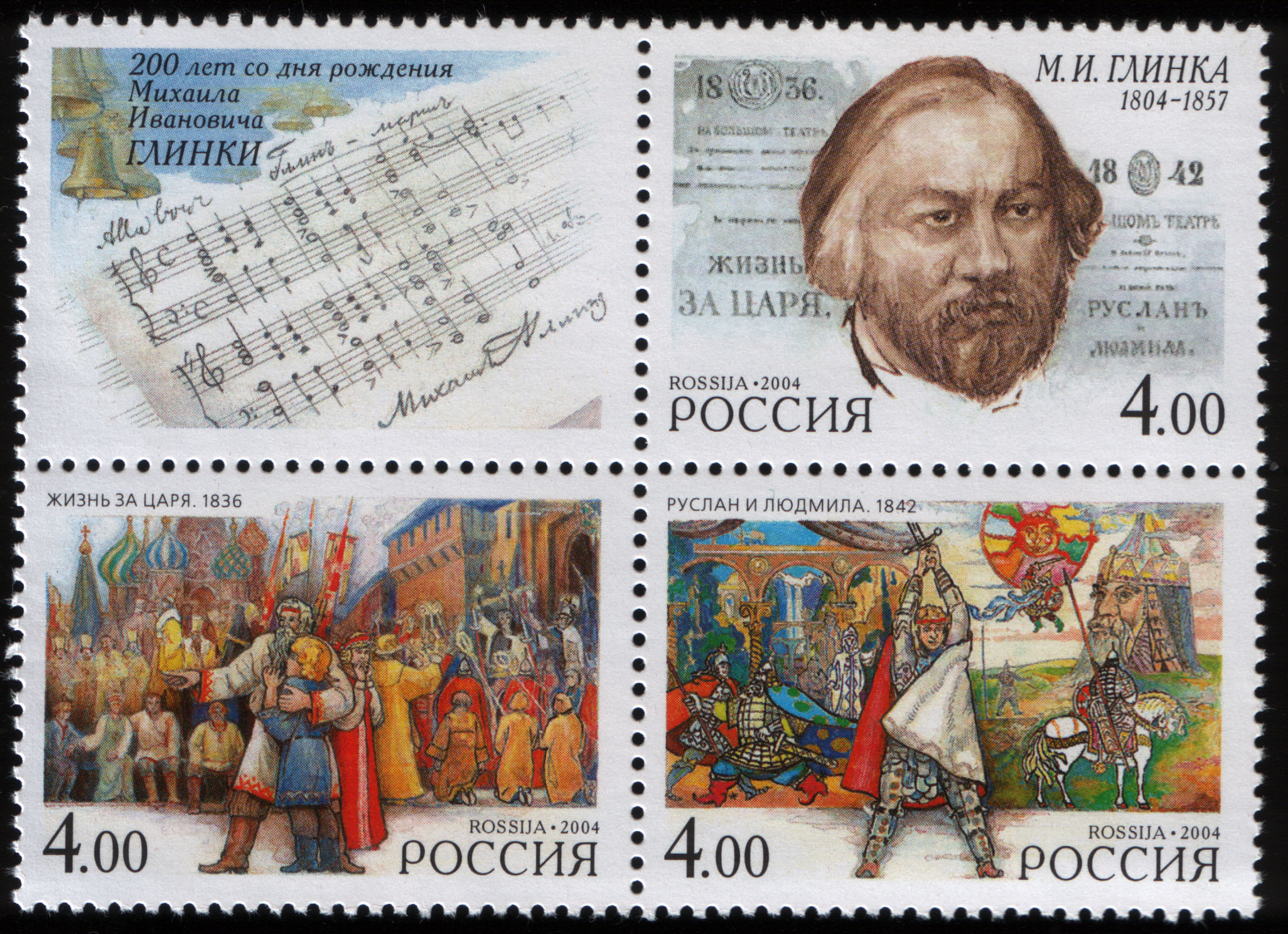
Почтовые марки России, посвящённые 200-летию со дня рождения М. И. Глинки, 2004, 4 × 3 рубля (ИТЦ 942—944, Михель 1174—1176)

| Год  | Организация                                                | Дирижёр              | Солисты | Лейбл звукозаписи и Каталожный шифр | Примечания                                                                 |
| ---- | ---------------------------------------------------------- | -------------------- | --- | ----------------------------------- | -------------------------------------------------------------------------- |
| 1938 | Хор и оркестр Большого театра                              | Самуил Самосуд       | Руслан — Марк Рейзен, Людмила — Валерия Барсова, Ратмир — Елизавета Антонова, Фарлаф — Василий Лубенцов, Финн — Никандр Ханаев, Наина — Любовь Ставровская, Горислава — Елена Сливинская, Баян — Соломон Хромченко, Светозар, Голова — Максим Михайлов            | M10 46739-46 (издание 1986 г.)      | С сокращениями                                                             |
| 1950 | Хор и оркестр Большого театра                              | Кирилл Кондрашин     | Руслан — Иван Петров, Людмила — Вера Фирсова, Ратмир — Евгения Вербицкая, Фарлаф — Алексей Кривченя, Финн — Георгий Нэлепп, Наина — Елена Корнеева, Горислава — Нина Покровская, Баян — Сергей Лемешев, Светозар — Владимир Гаврюшов                              | Д 02452-61 (издание 1955 г.)        |                                                                            |
| 1961 | Хор и оркестр Большого театра                              | Борис Хайкин         | Руслан — Виктор Нечипайло, Людмила — Галина Олейниченко, Ратмир — Мария Митюкова, Фарлаф — Алексей Гелева, Финн — Владимир Петров, Наина — Вера Смирнова, Горислава — Евгения Смоленская, Баян — Николай Тимченко, Светозар — Марк Решетин                        | Aquarius, AQVR 382-2                | Запись спектакля от 20 декабря 1961 г. Сценическая версия (с сокращениями) |
| 1978 | Хор и оркестр Большого театра                              | Юрий Симонов         | Руслан — Евгений Нестеренко, Людмила — Бэла Руденко, Ратмир — Тамара Синявская, Фарлаф — Борис Морозов, Финн — Алексей Масленников, Наина — Галина Борисова, Горислава — Нина Фомина, Баян — Александр Архипов, Светозар — Валерий Ярославцев                     | Мелодия, C10 11801-8                | MEL CD 10 01346 (2008)                                                     |
| 1994 | Новая опера (Москва)                                       | Евгений Колобов      | Руслан — Мовсар Минцаев, Людмила — Ольга Кондина, Ратмир — Елена Свечникова, Фарлаф — Александр Короткий, Финн, Баян — Марат Гареев, Наина — Эмма Саркисян, Горислава — Юлия Абакумовская, Светозар — А. Кичигин                                                  | Russian Compact Disc, RCD 22001     |                                                                            |
| 1995 | Хор и оркестр Мариинского театра                           | Валерий Гергиев      | Руслан — Владимир Огновенко, Людмила — Анна Нетребко, Ратмир — Лариса Дядькова, Фарлаф — Геннадий Беззубенков, Финн — Константин Плужников, Наина — Ирина Богачёва, Горислава — Галина Горчакова, Баян — Юрий Марусин, Светозар — Михаил Кит                      | Philips, 446 746-2, 456 248-2       | Также в форме видеозаписи (реж. Лотфи Мансури)                             |
| 2003 | Хор и оркестр Большого театра                              | Александр Ведерников | Руслан — Тарас Штонда, Людмила — Екатерина Морозова, Ратмир — Александра Дурсенева, Фарлаф — Валерий Гилманов, Финн — Виталий Панфилов, Наина — Ирина Доленко, Горислава — Мария Гаврилова, Баян — Максим Пастер, Светозар — Вадим Лынковский                     | Pentatone, PTC 518 6034             |                                                                            |
| 2009 | Оркестр Bielefelder Philharmoniker и Bielefelder Opernchor | Leo Siberski         | Руслан — Michael Bachtadze, Людмила — Victoria Granlund, Ратмир — Dshamilja Kaiser, Фарлаф — Jacek Janiszewski, Финн — Luca Martin, Наина — Ljubka Nikolowa, Горислава — Sarah Kuffner, Баян — Lassi Partanen, Светозар — Monte Jaff, Черномор — Ulrich Neuweiler |                                     |                                                                            |

Источники: , 

## Издания
- партитура, издана Л. И. Шестаковой, СПб., 1878;
- М., «А. Гутхейль», 1885;
- под ред. М. Балакирева и С.Ляпунова, М., Юргенсон, б. г., переиздания — Музгиз 1933 и 1947;
- Клавир СПб., Ф. Т. Стелловский, 1856;

## В астрономии
В честь Людмилы из оперы Михаила Глинки назван астероид (675) Людмила, открытый в 1908 году.